# 戦闘空中哨戒
戦闘空中哨戒（せんとうくうちゅうしょうかい Combat air patrol,CAP）は、戦闘機による防空を目的とした航空作戦。英語略称よりキャップ (CAP) とも呼ばれる。

## 概要
CAPは、戦闘機を特定の空域で待機させ、基地より離陸する場合と比較して、敵航空機の接近を早期に検知・迎撃する作戦行動である。基地から離陸して対応する場合と比べ、迅速な対応が可能となる。現代のCAPは、早期警戒レーダーや早期警戒機と連携し、待機中の戦闘機が周回しながらこれらの情報を受け取り、敵機を要撃する形態が一般的である。
ただし、空中待機には多量の燃料が必要なため、戦闘機のローテーション頻度が増え、作戦に要する戦闘機数が増加するという課題がある。このため、空中給油機による空中給油を実施するなど、効率的な運用が求められる。
CAPは、空母機動部隊の戦闘から発展した。航空母艦は航空攻撃に対して脆弱なため、敵機を早期に撃破して空母を守ることが重要であったためである。初期のCAPは空母直上での待機が主流だったが、レーダーや無線航空管制技術の発達により、離れた位置や敵方向へ進出して待機する形態が主流となっており、その目的も空母防衛に縛られない形へと多様化している。

## 主なCAP
BARCAP (Barrier Combat Air Patrol) バリアー戦闘空中哨戒
阻止線上に戦闘機を展開し、線の突破を試みる敵機を撃退する行動。
CAP/Strike キャップ/ストライク。
CAPと航空攻撃とを組み合わせたもの。爆弾などの兵装を搭載し爆撃行動を行うが、敵機に遭遇した場合はCAP任務を優先し、敵機の撃破を行うこと。
FORCAP (Force Combat Air Patrol)
友軍部隊上空で行われるCAP行動。
HAVCAP (High Value Asset Combat Air Patrol) 高価値資産戦闘空中哨戒
早期警戒管制機などの高価値資産を防御するためのCAP。語順はHVACAPだが語呂の収まりからHAVCAPと呼称する。
MiGCAP
ベトナム戦争時にアメリカ軍で用いられた語。MiG戦闘機に対するCAP行動を指して用いられた。
RESCAP(Rescue Combat Air Patrol)
戦闘救難活動を行う友軍部隊を支援するCAP。
SARCAP(Search and Rescue Combat Air Patrol)
RESCAPに同じ。
Slow CAP
大型低速機に対するCAP。ベトナム戦争時にはEB-66やEC-121に対して用いられた。後にHAVCAPと同等のものとして、この名称は用いられなくなった。
Strike/CAP ストライク/キャップ
CAPと航空攻撃とを組み合わせたもの。爆弾などの兵装を搭載し爆撃行動を行うが、爆撃行動などが優先であり、敵機から直接攻撃を受けるか、爆撃行動終了後にCAP任務を行う。
TARCAP(Target Combat Air Patrol) 目標戦闘空中哨戒
攻撃目標近辺でCAP行動を行い、自軍航空攻撃部隊の行動の安全を図るCAP。